# فيكتور مورين
فيكتور مورين هو سياسي كندي، ولد في 15 أغسطس 1865 في سان هياسنت في كندا، وتوفي في 30 سبتمبر 1960 في مونتريال في كندا.